# كهف ماكي
كهف ماكي (بالإنجليزية: Moqui Cave)‏؛ هو كهف يقع في مقاطعة كين في الولايات المتحدة.

## السياحة
يعد «كهف ماكي» أحد مواقع الجذب السياحي في مقاطعة كين في ولاية يوتا الأمريكية.